# Gerald-R.-Ford-Klasse
Die Gerald-R.-Ford-Klasse ist eine Klasse nukleargetriebener Flugzeugträger der United States Navy. Die Träger sollen schrittweise die Flugzeugträger der Nimitz-Klasse ersetzen. Die namensgebende erste Einheit wurde am 9. November 2013 getauft und am 22. Juli 2017 in Dienst gestellt.

## Spezifikationen
Der äußere Schiffsrumpf ist baugleich mit dem der Nimitz-Klasse. Die Träger sind 337 Meter lang und 41 Meter breit. Das Flugdeck hat eine Länge von 333 Metern und eine Breite von 78 Metern. Die Tonnage ist mit 100.000 Tonnen geringfügig höher als bei der Nimitz-Klasse. Das Schiffsinnere und die Aufbauten unterscheiden sich jedoch deutlich und berücksichtigen den technischen Fortschritt seit der Entwicklung der Nimitz. Einige Neuerungen wurden bereits auf der George H. W. Bush zu Testzwecken eingeführt. Die neue Klasse soll mittels Modularbauweise für künftige technische Entwicklungen gerüstet sein.
Die Schiffe werden nuklear angetrieben, die Reaktoren des neuen Typs A1B sollen kosteneffizienter sein. Die damit auf dem Schiff produzierte elektrische Leistung soll mindestens das zweieinhalbfache der Nimitz-Klasse erreichen.
Verbesserte Tarnkappentechnik soll die Radarsignatur des Trägers reduzieren. Außerdem werden Betriebsabläufe an Bord verstärkt automatisiert, um eine Verringerung der Besatzungsstärke um etwa 30 Prozent zu ermöglichen und dadurch zu einer erheblichen Kostensenkung des Träger-Betriebes beizutragen.
Die Träger der Gerald-R.-Ford-Klasse werden voraussichtlich die bereits auf anderen Trägern der United States Navy eingesetzten Flugzeuge der Typen McDonnell Douglas F/A-18 „Super Hornet“, Boeing EA-18 „Growler“ und Grumman E-2 „Hawkeye“, sowie die neue Lockheed Martin F-35C „Lightning II“ tragen. Erstmals werden die Flugzeugkatapulte nicht mehr, wie bisher, dampfgetrieben sein, sondern einen elektromagnetischen Antrieb (Electromagnetic Aircraft Launch System, Abk. EMALS) besitzen, der die Startrate erhöhen und Verschleiß und Wartung reduzieren soll. Das Government Accountability Office bezweifelte 2009 allerdings, dass das elektromagnetische Flugzeugkatapult des Schiffs entsprechend dem Zeit- und Kostenplan fertiggestellt werden kann. Am 16. Dezember 2010 wurde die erste F/A-18E Super Hornet in Lakehurst mittels eines EMALS gestartet. Der Test verlief erfolgreich.
Ein überarbeitetes und damit optimiertes Flugdeck soll eine um 15 Prozent gesteigerte Einsatzrate ermöglichen. Dies wird durch eine durchdachtere Logistik zur Beladung und Betankung der Flugzeuge sowie durch eine Überarbeitung der Konstruktion des Kommandoturms („Insel“ genannt) und dessen Position auf dem Träger erreicht. Zudem werden nur noch drei – anstatt bisher vier – Aufzüge eingebaut, die aber wesentlich schneller und effizienter arbeiten.
Zur Selbstverteidigung dienen folgende Systeme: Phalanx Block 1B, RIM-116 Rolling Airframe Missile, RIM-162 Evolved Sea Sparrow Missile, AN/SLQ-32(V)4 und AN/SLQ-25 Nixie. Als primärer Radarkomplex dient ein modifiziertes „Dual Band Radar“ (DBR) von Raytheon, das auch bei der Zumwalt-Klasse zum Einsatz kommt. Es besteht aus zwei Radarsystemen mit unterschiedlichen Aufgaben und Frequenzbereichen. Diese wiederum bestehen aus je drei AESA-Antennen mit einem Durchmesser von 2,44 bzw. 3,96 Metern, die an der Insel fest angebracht sind und jeweils ein Drittel des Luftraumes überwachen.
Die Schiffe der Gerald-R.-Ford-Klasse werden außerdem ein neues passives Schutzsystem erhalten. Es wird als „dynamic armor“ (dt. dynamische Panzerung) bezeichnet und soll kritische Teile (z. B. Magazine und Treibstofflager) vor Hohlladungs-Gefechtsköpfen schützen. Es basiert auf zwei Platten, welche unterschiedlich elektrisch geladen und einige Zentimeter voneinander entfernt sind. Über Kondensatoren wird eine genügend große elektrische Energie gespeichert. Stellt nun der Metallstachel (meist Kupfer) aus dem Hohlladungs-Gefechtskopf eine elektrische Verbindung her, so bewirkt der zwischen den beiden Platten fließende Strom ein Verdampfen des Stachels, was somit die Wirkung derartiger Waffen reduziert.

## Baugeschichte

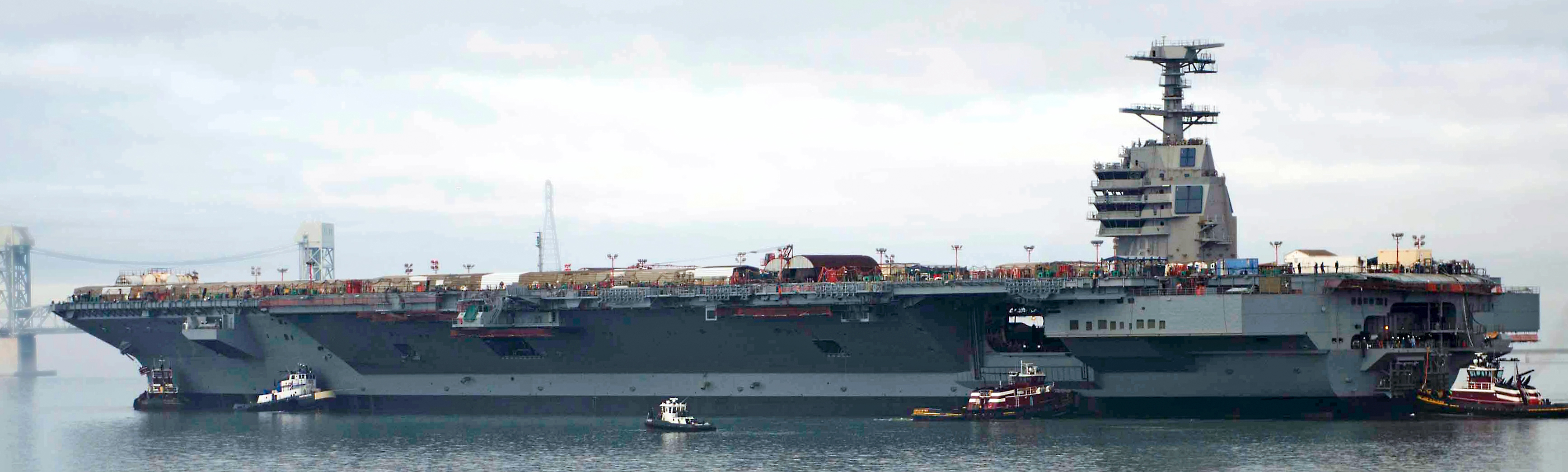
United States Ship Gerald R. Ford (CVN-78) (2013)

Die Kiellegung der Gerald R. Ford, welche die im Februar 2017 außer Dienst gestellte Enterprise ersetzte, fand am 14. November 2009 statt, am 22. Juli 2017 wurde der Träger in Dienst gestellt.
Der Bau begann 12 Jahre zuvor, als im August 2005 bei Northrop Grumman in Newport News, Virginia in einer kleinen Zeremonie die ersten Stahlplatten für den Schiffsrumpf zurechtgeschnitten wurden. Vor der Bekanntgabe der offiziellen Bezeichnung wurde das Projekt als CVN-21-Programm und CVN-X geführt, jeweils nach der Kennung für nuklear getriebene Flugzeugträger „CVN“.
Anfangs hatte die US-Marine berechnet, dass CVN-78 für etwas mehr als sieben Milliarden US-Dollar gebaut werden könne. 2015 ging das Congressional Budget Office von 10,4 Milliarden Dollar pro Schiff aus. Am Ende wurde es mit 13 Milliarden US-Dollar Bau- und mehr als 36 Milliarden Dollar Forschungskosten das teuerste Schiff der Weltgeschichte.
Anlässlich der Trauerfeier zum Tod von Gerald Ford gab der frühere Verteidigungsminister Donald Rumsfeld bekannt, dass CVN-78 den Namen Gerald R. Ford erhalten wird. Die US Navy bestätigte dies offiziell am 16. Januar 2007.
Der Auftrag für CVN-79 sollte ursprünglich 2012 vergeben werden. 2009 beschloss das US-Verteidigungsministerium jedoch einen Aufschub um ein Jahr. Die Kosten für das Schiff werden auf 9,2 Milliarden Dollar geschätzt. Ende Mai 2011 gab der Marinestaatssekretär Ray Mabus bekannt, dass CVN-79 nach dem 35. Präsidenten der Vereinigten Staaten John F. Kennedy benannt werden soll. Der Auftrag für CVN-80 war für 2014 vorgesehen und wurde 2016 erteilt. Bei der Inaktivierungszeremonie der Enterprise (Kennung: CVN-65) am 1. Dezember 2012 wurde bekanntgegeben, dass die CVN-80 das neunte Schiff der US Navy mit der Bezeichnung USS Enterprise sein wird.
Es sind zwölf Träger der Ford-Klasse geplant. Elf davon sollen bis 2060 fertiggestellt sein. Das erste Schiff, die Gerald R. Ford (Kennung: CVN-78), ersetzte die Enterprise (Kennung: CVN-65). Die zehn weiteren Schiffe werden auf einer Basis eins-zu-eins die Nimitz-Klasse ersetzen. Aufgrund der Verzögerungen des zweiten und dritten Schiffes beträgt der Lieferabstand, ursprünglich alle vier Jahre ein weiterer Träger, nunmehr fünf Jahre. Stand Februar 2024 ist eine Flotte von bis zu 12 Trägern geplant.

## Schiffsliste
Das Projekt liegt deutlich hinter dem Zeitplan.
| Kennung | Name               | Auftragsvergabe    | Kiellegung        | Stapellauf       | Indienststellung       | Ersatz für           |
| ------- | ------------------ | ------------------ | ----------------- | ---------------- | ---------------------- | -------------------- |
| CVN-78  | Gerald R. Ford     | 10. September 2008 | 14. November 2009 | 9. November 2013 | 22. Juli 2017          | Enterprise           |
| CVN-79  | John F. Kennedy    | 15. Januar 2009    | 22. August 2015   | November 2019    | 2027 (geplant)         | Nimitz               |
| CVN-80  | Enterprise         | 23. Mai 2016       | 27. August 2022   |                  | 2029 (geplant)         | Dwight D. Eisenhower |
| CVN-81  | Doris Miller       | 31. Januar 2019    | 2026 (geplant)    | 2029 (geplant)   | Februar 2032 (geplant) | Carl Vinson          |
| CVN-82  | William J. Clinton |                    | 2027 (geplant)    | 2032 (geplant)   | 2036 (geplant)         | Theodore Roosevelt   |
| CVN-83  | George W. Bush     |                    |                   |                  |                        |                      |